# بوسنا (رود)
بوسنا رودی است که به رود ساوا می‌ریزد و سومین رود بزرگ کشور بوسنی و هرزگوین است. این رود به همراهی نرتوا و ورباس سه رود اصلی کشور بوسنی و هرزگوین را تشکیل می‌دهند و نام «بوسنی» در نام کشور بوسنی و هرزگوین از نام این رود گرفته شده‌است.
دهانه این رود بزرگ به همراه نرتوا و رود ورباس سه رود مهم و اصلی کشور های بوسنی و هرزگوین به رودی به نام رود ساوا می ریزد.